# Valon (nome)
Valon  è un nome proprio di persona albanese maschile.

## Origine e diffusione
L'etimologia del nome è incerta.
Secondo una prima ipotesi, riprenderebbe il nome della città albanese di Valona (in albanese: Vlorë).
Secondo un'altra ipotesi, deriverbbe invece dal termine albanese valë, che significa "onda".
Un'altra ipotesi ancora lo ricollega invece al verbo albanese valoj, che significa "bollire", "ribollire".

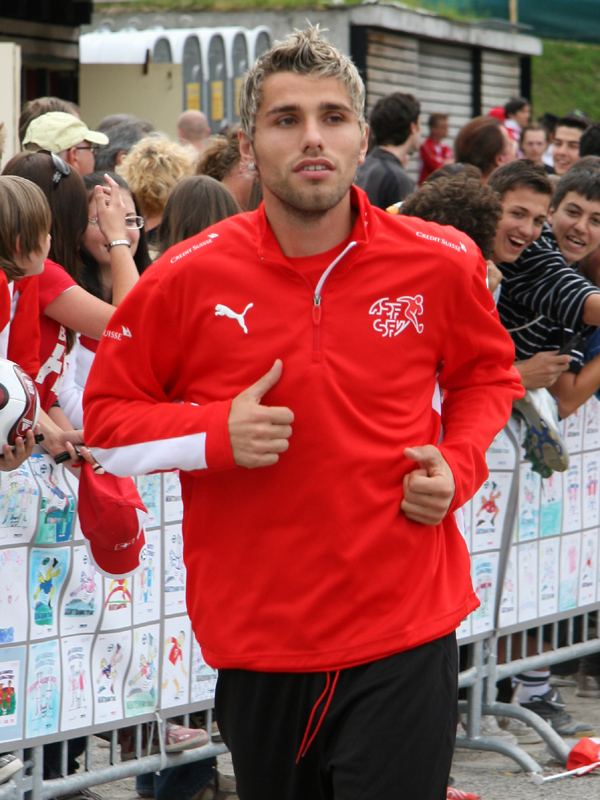
Valon Behrami

## Onomastico
Il nome è adespota, non essendo portato da alcun santo. L'onomastico si può festeggiare il 1º novembre, giorno in cui cade la festa di Ognissanti.

## Persone
- Valon Ahmedi, calciatore macedone naturalizzato albanese
- Valon Behrami, calciatore svizzero di origine albanese
- Valon Berisha, calciatore norvegese naturalizzato kosovaro
- Valon Ratkoceri, attore albanese